# شهابزاده محبوب سلطان
شهابزاده محبوب سلطان سياسي باكستاني كان وزيراً اتحادياً للأمن الغذائي والبحوث الوطنية من 5 أكتوبر 2018 إلى 18 نوفمبر 2019. وهو عضو في المجلس الوطني الباكستاني منذ أغسطس 2018. كان سابقًا عضوًا في مجلس الشيوخ الباكستاني من 2002 إلى 2013.